# ترينيداد دي لا نوي
ثالوث نوي غوتيريز (بالإسبانية: Trinidad de la Noi Gutiérrez)‏ هي عارضة أزياء تشيلية، ولدت في سانتياغو في 24 أبريل 1998. فازت في مسابقة الجمال إيليت مويدل لوك في 2012 في عمر الرابعة عشر.